# ファランギーナ
ファランギーナ（イタリア語: Falanghina）は白ワインに用いられるワイン用ブドウ品種であり、ファランギーナ・グレコとも呼ばれる。古代から栽培されている品種であり、古代ローマにおけるファレルニアンワインの主要な原料であったと考えられ、強い個性を有する。カンパニア州の沿岸、ナポリの北側で栽培されており、南イタリアではよく海産物とともに飲まれている。品種名はラテン語で「ブドウを支える杭」を意味するfalangaeに由来するとみられている。2014年11月、ファランギーナは米国で使用可能な品種として酒類タバコ税貿易管理局(TTB)により承認された。

## 別名
ファランギーナは以下のような別名で知られている；Biancazita, Biancozita, Biancuzita, Falanchina, Falanchina Bianca, Falanghina Verace, Falenghina, Falernina, Falerno Veronese, Fallanchina, Fallanghina, Folanghina, Montecalvo, Montellese, Uva Falerna。